# 姚峻 (政治人物)
姚峻（1925年12月—2010年5月18日），男，辽宁丹东人，中国化学工程师、政治人物，天津市人民政府原副市长，中国农工民主党中央委员会原副主席、名誉副主席，第五、六、九届全国政协委员，第七、八届全国人大代表。